# Tsuzumi Tsuneyoshi
Tsuzumi Tsuneyoshi (japanisch 鼓 常良, selbst benutzte Transliteration Tsudzumi Tsuneyoshi; geboren 27. Juli 1887 in der Präfektur Hiroshima; gestorben 7. Februar 1981) war ein japanischer Germanist und Übersetzer während der Shōwa-Zeit.

## Leben und Werk
Tsuzumi machte 1912 seinen Abschluss in Germanistik an der Universität Tokio und wurde dann Deutschlehrer an der 8. Oberschule alter Art (heute Universität Nagoya). Er publizierte Bücher zum Deutsch-Studium und zum Vergleich der Kulturen des Ostens und Westens, publizierte auch auf Deutsch, u. a. in Verbindung mit dem Japaninstitut, Berlin. In der Zeit bis zum Ende des Pazifikkriegs stand er dem nationalsozialistischen Gedankengut nahe. Nach 1945 wurde er Professor an der Universität Osaka. In seinen späteren Jahren beschäftigte er sich mit der Montessoripädagogik und übersetzte entsprechende Werke ins Japanische.

## Publikationen Japanisch, Auswahl
- Grammatik des Deutschen mit ausführlichen Erläuterungen (詳解独逸文典 大倉書店) 1921
- Geschichte der westlichen Kunst (西洋美学史 大村書店) 1926
- Studien zum japanischen Kunsthandwerk (日本芸術様式の研究 章華社) 1933
- Grundlagen der deutschen Grammatik (基本独逸文法 大学書林) 1933
- Lebenskultur in Ost und West (生活文化の東西 章華社) 1935
- Neue Unterrichtsmethode der deutschen Sprache (独逸語新教程 大学書林) 1935
- Geschichte der deutschen Literatur (ドイツ文学史 白水社) 1940
- Erforschung der japanischen Kunst (芸術日本の探究 創元社) 1941
- Kunst des Ostens und Kunst des Westens (東洋美と西洋美 敞文館) 1943 (黎明選書)
- Kleine Geschichte der deutschen Literatur (独逸文学小史 三省堂) 1943 (語学文庫)
- Einführung in die deutsche Literatur (ドイツ文学入門) 晃文社 1948
- Parks im Westen (西洋の庭園 東京創元社) 1961 (創元選書)
- Geschichte der Literatur des Westens (西洋文学の歴史 勁草書房) 1969

## Publikationen Deutsch, Beispiele
- Die Kunst Japans – Insel-Verlag Leipzig; 1929
- Toba Sōjō und seine Tierkarikaturen – in: Atlantis II, 2, 1931
- Japan, das Götterland – Insel-Verlag  Leipzig, 1936
- Einführung in das Verständnis der japanischen Kultur – Herald Press, 1938

## Übersetzungen ins Japanische
- Phasen der Kultur und Richtungslinien des Fortschritts (F. Müller-Lyer) (文化の諸相と其進路 エフ・ミユツラーリヤ 大村書店) 1921
- Goethe-Gesamtausgabe in 8 Bänden (ゲーテ全集 第6巻 若きヱルテルの悩み; 大村書店) 1925
- Wallenstein (Schiller) (ワレンシユタイン シルレル; 岩波文庫) 1940
- Die fühlende Seele (Emil Strauß) (あひよる魂 エーミール・シュトラウス; 白水社) 1940
- Parteigenosse Schmiedecke (Alfred Karrasch) (同志シュミーデケ アルフレート・カラッシュ; 白水社) 1941
- Maria Magdalena (Hebbel) (マリーア・マグダレーナ ヘッベル; 岩波文庫) 1941
- Aus dem Leben eines Taugenichts (Eichendorff) (やくざ者日記 アイヒェンドルフ 尾関毅共訳;　晃文社) 1948
- Ideen zur Philosophie der Geschichte der Menschheit (Herder) (人間史論 第1－4冊 ヨハン・ゴットフリード・ヘルダー; 白水社) 1948–1949